# Aron Simis
Aron Simis (Recife, 20 de junho de 1942) é um matemático brasileiro.
Filho de imigrantes judeus oriundos de Iednetz, então Romênia, hoje Rússia, é atualmente professor da Universidade Federal de Pernambuco e pesquisador classe A do CNPq.
Obteve o PhD na Universidade Queen's, Canadá.
Foi presidente da Sociedade Brasileira de Matemática e membro em diversas ocasiões de comissões internacionais da União Internacional de Matemática e da Academia de Ciências dos Países em Desenvolvimento. Foi também professor do Instituto Nacional de Matemática Pura e Aplicada.
Atualmente, é professor emérito da Universidade Federal de Pernambuco, exercendo funções de pesquisador colaborador na Pós-Graduação.
Foi diretor de três workshops do Centro Internacional de Física Teórica (ICTP). Recebeu a Grã-Cruz da Ordem Nacional do Mérito Científico e se tornou membro do Grupo de Pesquisas sobre Álgebra Comutativa e Geometria Algébrica (1997–2007).
Foi bolsista Guggenheim.